# فوقس بلفيتياني
الفوقس البلفيتياني (الاسم العلمي: Pelvetiopsis) هو جنس من الطلائعيات يتبع فصيلة الفوقسية من رتبة الفوقسيات.

## أنواع
هناك نوعان من الفوقس البلفتياني هما:
- فوقس متشجر
- فوقس محدود